# Claudia Stern
Claudia Stern (* 8. April 1962 als Claudia Schorlemmer in Unna) ist eine deutsche Schlagersängerin. 

## Leben
Von 1991 bis 1999 sang sie in der Schlagergruppe Rendezvous, bis sie im Jahr 2000 eine Solokarriere startete. Im selben Jahr trat sie mit dem Titel Kleine Herzen brauchen Liebe bei der Vorentscheidung zum Grand Prix der Volksmusik an, kam aber nicht unter die ersten vier und verfehlte somit das Finale.

## Diskografie

### Singles
- 2000 – Kleine Herzen brauchen Liebe
- 2002 – Ich wünsch dir Glück
- 2003 – Dann bin ich wieder da
- 2004 – Stadtcafé Central
- 2004 – So’n Typ wie du
- 2005 – Manchmal möcht ich Mann sein
- 2006 – Hallo Herr Ober, …
- 2006 – Champagner oder Tee
- 2007 – Hotel Anonym
- 2007 – Du tust mir gut
- 2007 – Schon wieder Weihnacht
- 2008 – Zauberlehrling
- 2008 – Jetzt oder nie (Do it again)
- 2008 – Mein Gott ich lieb dich
- 2013 – Silencio (Keine Worte mehr)

### Alben
- 2006 – Klipp und Klar